# Diluvio universal

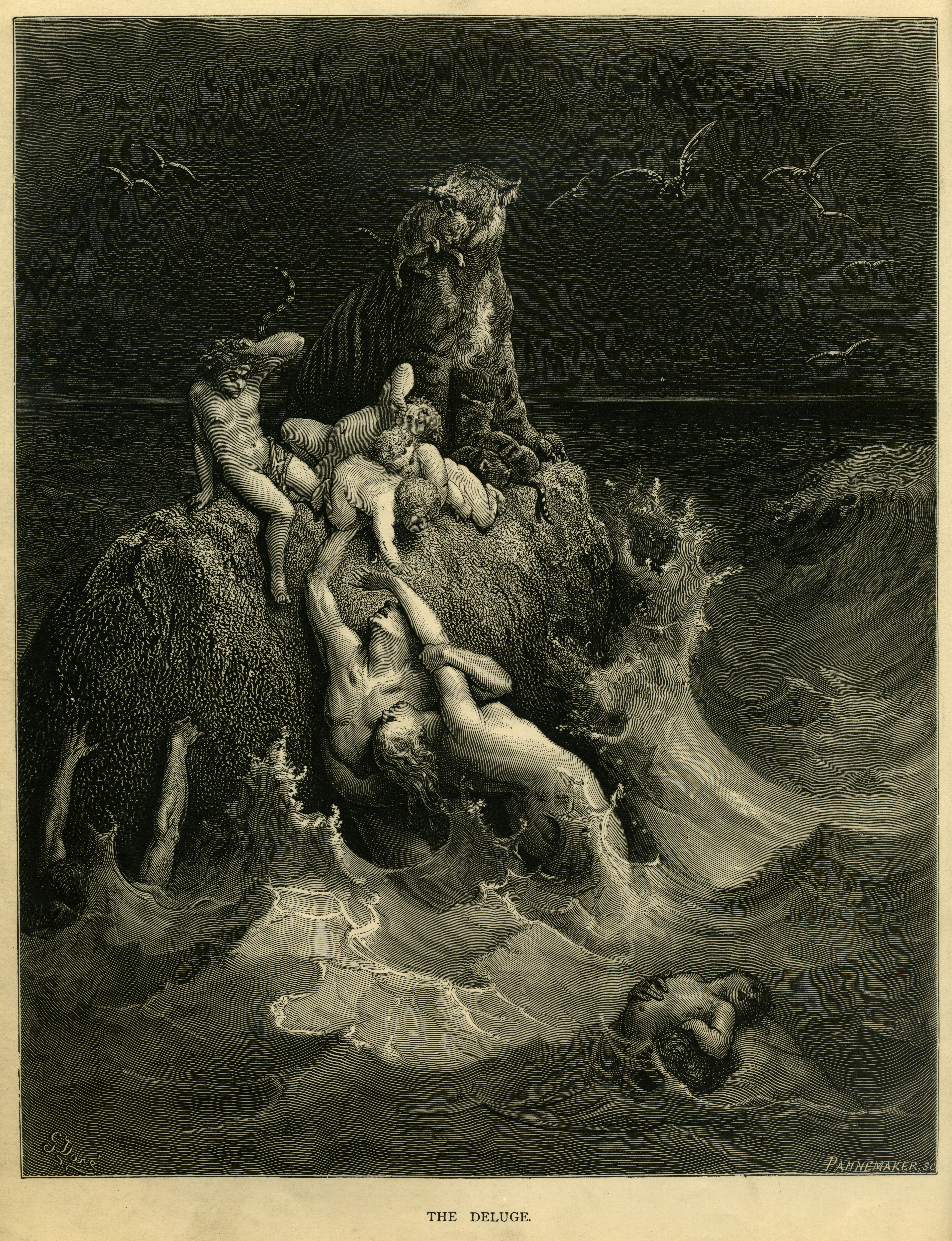
El Diluvio, por Gustave Doré.

Diluvio universal, o también conocido como Gran diluvio, es el nombre de una inundación mundial relatada en textos de algunas antiguas culturas. Por lo general, se presentan como castigos divinos para limpiar la maldad en el mundo y acondicionar la Tierra para el renacimiento, dándola a los justos y fieles como heredad. 
De manera específica suele utilizarse para la narración de dicha catástrofe contenida en el primer libro de la Biblia, conocido como Génesis. En este relato, Dios emite su juicio contra la humanidad a causa de su maldad, provocando el anegamiento de «toda la tierra», aceptando el juicio divino y entrando en un arca de madera solo el patriarca Noé y su familia, junto con parejas de animales escogidos para tal fin. Un precedente sumerio a este relato bíblico, muy similar, pero en el contexto politeísta de la Mesopotamia, es mencionado en el Poema de Gilgamesh, en el cual el único superviviente es Utnapishtim, según su nombre en Babilonia y Asiria, también llamado Ziusudra en sumerio o Atrahasis en acadio.
La aceptación de la historia bíblica como el relato de un hecho real varía entre los exégetas y las comunidades religiosas, desde aquellos que aceptan toda la historia literalmente hasta quienes la ven como una alegoría, pasando por los que piensan que puede existir alguna base histórica que diese origen al mito. Sin embargo, un diluvio universal, tal como se describe en el Génesis es incompatible con los conocimientos científicos, en especial con los datos geológicos y paleontológicos, una postura que incluso sostienen quienes defienden la historicidad del mito. En lo que se refiere a la universalidad aparente de estos mitos, en algunos casos con detalles casi idénticos, puede ser explicada por la difusión del mito mesopotámico, basado en una catástrofe local, y por la existencia de numerosas inundaciones en distintos lugares del mundo, cuyo recuerdo se entremezcló con las fuentes bíblicas y clásicas.

## Historia
El relato de un diluvio ha sido parte de varias culturas a lo largo de la historia de la humanidad, siendo una de las primeras versiones la del diluvio universal de Mesopotamia.

### En Mesopotamia
La versión más antigua de una alegoría o historia sobre un diluvio universal se encuentra escrita en la historia de Utnapishtim (dentro del Poema de Gilgamesh) escrito aproximadamente en el 2100 a. C.
Básicamente el texto mesopotámico relata lo siguiente: Enlil decide destruir a la humanidad porque le resultan molestos y ruidosos. Ea advierte a Uta-na-pistim para que construya un barco. El barco se deberá llenar de animales y semillas. Llega el día del diluvio y toda la humanidad perece, excepto Uta-na-pistim y sus acompañantes. Uta-na-pistim se da cuenta de que las aguas bajan y suelta un cuervo el cual revoloteaba sobre las aguas yendo y viniendo hasta que se evaporaron las aguas de la tierra. Uta-na-pistim hace una ofrenda a los dioses y estos quedan satisfechos por el sacrificio. Un relato muy similar es narrado en tablillas sumerias muy antiguas de la ciudad de Ur, en las cuales el protagonista a quien Enki/Ea previene del diluvio es Ziusudra. Lo mismo podemos ver en un relato de origen acadio, titulado Atrahasis, poema épico que relata desde la creación hasta el diluvio universal.

### En el judaísmo y cristianismo
En la tradición judeocristiana, el diluvio se narra en el Génesis, donde se cuenta cómo Noé construyó un arca en la que salvó a su familia y también tomó siete en siete, el macho y su hembra, y de toda bestia que no es limpia solamente dos, el macho y la hembra. (Génesis 7:2), siendo los únicos sobrevivientes en todo el mundo.
En la narración del Génesis se indica no solo la duración de la lluvia (40 días) sino también el total de días hasta que el arca se posó en los montes de Ararat (150 días), pero se deduce que son 5 meses (de 30 días). Primeramente, en Génesis 7:11-12 se detalla que se inició el día 17 del 2.º mes del año 600 de Noé y que el agua estuvo cayendo durante 40 días y 40 noches, y en Génesis 8:2-4 que, después de 150 días, las aguas comenzaron a descender y el arca se posó el día 17 del 7.º mes. Así, entre el día 17 del 2.º mes y el día 17 del 7.º mes van 5 meses, y distribuyendolos en 150 días dan a 30 días cada mes. Y se distinguen dos periodos, el primero de 40 días de lluvia y el segundo de 110 días hasta que el arca varó.

En Mateo 24:37-39, Jesús habla con sus discípulos y cita el Diluvio como un suceso real, para que extraigan una lección para el futuro. En sus cartas, el Apóstol Pedro también lo menciona (1 Pedro 3:20 y 2 Pedro 2:5,6; 3:5-7). El Apóstol Pablo lo incluye como ejemplo de fe en Hebreos 11:7. Dios mismo lo cita en Isaías 54:9 como garantía de que no se indignará con su pueblo.

#### En otros textos judeocristianos
Igualmente, en otros textos judeocristianos considerados apócrifos, tales como el Libro de Enoc, se muestra que la historia del diluvio no solo fue un castigo hacia los hombres que obraron mal, sino principalmente en contra de un grupo de ángeles llamados vigilantes, y los hijos gigantes de estos llamados nefilim. Estos seres, según estos textos, habrían sido los causantes de un gran daño y desequilibrio entre los hombres, por lo que Dios habría decidido castigarlos y limpiar la tierra del mal producido por ellos, mandando este diluvio. 
De esta forma se unirían las historias de estos seres nombrados en el Génesis con el diluvio que comienza en el Génesis. Esta versión del diluvio bíblico se vería apoyada por un pasaje de la Biblia en el Libro de la Sabiduría (un libro Deuterocanónico), que cuenta que al comienzo, cuando murieron los orgullosos gigantes, la esperanza del mundo se refugió en una balsa (el Arca); y en ella estuvo la semilla de una nueva humanidad (Sabiduría 14:6).

#### Análisis del texto del diluvio bíblico

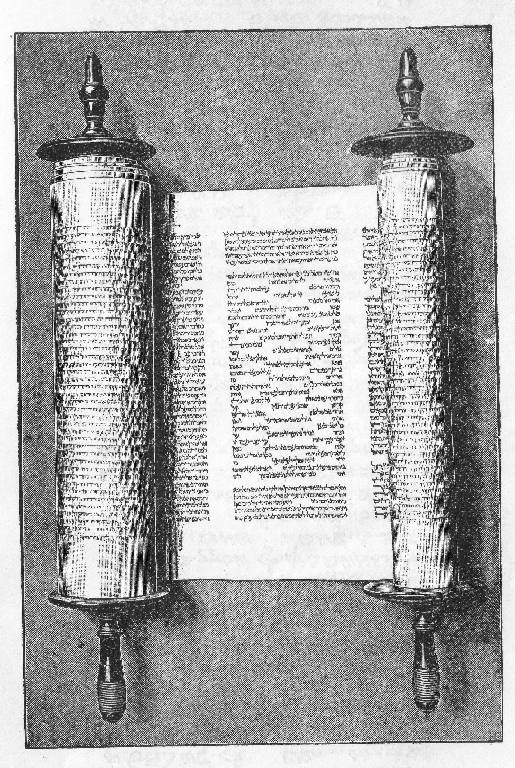
Rollo de Torá, abierto en el Éxodo: British Library Add. MS. 4,707.

Según la Hipótesis documentaria, los cinco libros del Pentateuco —Génesis, Éxodo, Levítico, Números y Deuteronomio— fueron editados conjuntamente en el siglo V antes de Cristo de cuatro fuentes independientes. La narración del Arca se cree que fue hecha a partir de la fuente sacerdotal y de la Yavista. La Yavista es la más antigua de las dos, redactada en el reino de Judá de textos y tradiciones incluso más antiguos, poco después de la separación de Judá de Israel en el año 920 a. C. La narración yahvista es mucho más simple que la historia sacerdotal: su Dios único envía su diluvio (por 40 días), Noé y su familia y los animales se salvan (siete de cada animal limpio), Noé erige un altar y hace sacrificios, y Yahveh decide que nunca más matará a los seres vivientes por agua. La fuente Yavista no menciona un pacto entre Yahvé y Noé.
Se cree que el texto sacerdotal ha sido redactado en algún momento entre la caída del reino norteño de Israel en 722 a. C. y la caída del reino sureño de Judá, alrededor de 586 a. C. El material de fuente sacerdotal contiene muchos más detalles que la Yavista— por ejemplo, las instrucciones para la construcción del Arca, y la cronología detallada— y también suministra el centro teológico vital de la historia, el pacto entre Yahweh Sabaoth y Noé en Gen 9:1–17, que introduce el método peculiarmente judío del ritual del sacrificio, y que forma el do ut des para la promesa de ese dios de no destruir al mundo otra vez. Es la fuente sacerdotal la que nos da el cuervo (la Yavista tiene la paloma) y el arco iris, y la que introduce las cataratas del cielo (la Yavista simplemente dice que llovió). Como la fuente Yavista, el autor del texto sacerdotal (que se cree habría sido un solo autor, un miembro del sacerdocio aaronita de Jerusalén) habría tenido acceso a los textos y tradiciones antiguos y que ahora están perdidos.
El tema de la historia del Arca, de la ira de Yahveh Elohim por la maldad del hombre, su decisión de embarcarse en una terrible venganza y su posterior arrepentimiento, son típicos del autor o autores Yavistas, quienes tratan a su dios como una figura humana que aparece en persona en la narración bíblica. En contraste, la fuente sacerdotal normalmente presenta a su dios como distante e inaccesible, excepto a través del sacerdocio aaronita. Así, por ejemplo, la fuente Yavista requiere siete de cada animal limpio para permitir los sacrificios de Noé, mientras que la fuente sacerdotal reduce esto a una simple pareja, ya que no se pueden hacer sacrificios bajo las reglas sacerdotales hasta que se crea el primer sacerdote (Aarón) en los tiempos del Éxodo.

### Estudio científico sobre el diluvio bíblico
Aunque la mayor parte de las opiniones referentes al diluvio del génesis bíblico-mesopotámico se inclinen a pensar que tiene un origen mítico, el estudio científico no está totalmente de acuerdo de que absolutamente todos los aspectos no sean reales. En este sentido, los registros caldeos y bíblicos son los únicos registros que especifica lugares y períodos bien definidos que se pueden utilizar para un análisis científico. Un ejemplo de ello es que, según la historia descrita en la Biblia, la zona donde se ha posado el arca de Noé habría sido la región montañosa de Urartu (actual Armenia y Anatolia), según el relato caldeo en el monte Nisir de la cordillera de los montes Zagros (aunque la tradición cristiana posterior convirtió arbitrariamente la región de Ararat en el monte Ararat).
Sin embargo, la mayoría de científicos no creen que haya ocurrido un diluvio o inundación mundial que haya abarcado todo el planeta. Algunos de ellos teorizan sobre un posible diluvio o gran inundación en el pasado, pero ocurrido solo en una zona geográfica específica del planeta. Debido a ello hay varias hipótesis que, en efecto, indican que en un período temprano de la existencia del ser humano, cuando ya existía el lenguaje, sucedió posiblemente alguna clase de catástrofe natural que se puede asociar a una inundación o diluvio que, aunque no abarcó todo el planeta, sí pudo haber sido el origen del mito. Entre estas hipótesis se podrían incluir: 
- En la ciudad de Shurupak se produjo una gran inundación fluvial que se encuentra probada arqueológicamente y que ha sido datada mediante el método del radiocarbono hacia 2900 a. C.[12] La cerámica polícroma de los niveles arqueológicos inmediatamente anteriores a la inundación ha sido datada como perteneciente al periodo de Jemdet Nasr, el cual es el predecesor inmediato del período Dinástico Arcaico I.[13] Cabe señalar a este respecto que la frase «antes del diluvio» fue una frase muy común en el lenguaje acadio.[14]
- La propuesta de los geólogos William Ryan y Walter Pitman, de la Universidad de Columbia, sobre la inundación del mar Negro, que durante la última era glacial pudo haber sido un lago de agua dulce cuyo nivel descendió considerablemente. Al terminar la era glacial, con el aumento del nivel de los océanos, la estrecha franja de tierra que lo separaba del mar Mediterráneo se habría erosionado, causando una inundación catastrófica en toda la cuenca del mar Negro, que habría aumentado su nivel e inundado grandes extensiones de superficie en tal vez unas pocas semanas. Existen pruebas convincentes de que esta inundación del mar Negro ocurrió,[15] pero el que sea el recuerdo de este hecho el que dio origen a las historias del Diluvio es mucho más controvertido. No obstante, el Poema de Gilgamesh es compatible con esta interpretación pues en él se indica: «La vasta tierra se hizo añicos como una perola. Durante un día la tormenta del sur sopló, acumulando velocidad a medida que bufaba sumergiendo los montes, atrapando a la gente como una batalla» . Los habitantes de la región del Mar Negro habrían visto, por tanto, llegar la inundación procedente del sur sumergiendo montes y atrapando a la gente. Los supervivientes de dicha inundación podrían haberse desperdigado a su alrededor, dando lugar a la zona de influencia del idioma indoeuropeo, junto con sus mitos. De hecho, en el Poema de Gilgamesh se relata que el único superviviente, Utnapishtim, «residirá lejos, en la boca de los ríos!»,[16] es decir, probablemente en la baja Mesopotamia: en la desembocadura de los ríos Éufrates y Tigris. La propuesta de Ryan y Pitman es también compatible con la descripción del diluvio presentada por Ovidio en su famosa obra Metamorfosis. En esta obra clásica se describe el diluvio de la siguiente manera: «Él mismo golpeó la tierra con su tridente, y ella tembló y con su movimiento abrió caminos a las aguas. Los ríos fuera de sus cauces se precipitan por los campos sin fronteras y con los sembrados arrastran a la vez arboledas, ganados, hombres y casas, y santuarios con sus ofrendas sagradas. Si alguna casa quedó en pie y pudo ofrecer resistencia a tanta desgracia sin haber sido derribada, con todo una ola muy elevada cubrió su techumbre, y las torres se ocultan apresadas bajo el remolino; y ya no había ninguna diferencia entre mar y tierra: todo era mar, incluso faltan al mar sus costas».[17]

- Las hipótesis que asocian este mito a las crecidas de los ríos en los que se desarrollaron las primeras civilizaciones y el recuerdo que las crecidas de tipo catastrófico debieron dejar en las primeras comunidades urbanas del Tigris y el Éufrates. En este sentido existe una amplia tradición local, aunque al igual que la hipótesis del mar Negro, asociar estas hipótesis con el diluvio del Génesis bíblico-mesopotámico es un hecho también polémico. [cita requerida]

- Según otra corriente de opinión, el diluvio universal pudo responder, en su origen, solo a la necesidad de explicar ciertas observaciones y evidencias geológicas y paleontológicas, en un contexto cultural previo al actual análisis científico; análisis que descarta estas observaciones como prueba de un diluvio universal, al probar que tienen otro origen científico. Estas observaciones que equivocadamente pudieron dar origen a este mito serían, por ejemplo, las siguientes: el hallazgo de fósiles de animales y plantas, en grandes acumulaciones (extinción masiva); fósiles de origen marino (peces, equinodermos, moluscos...) encontrados a mucha distancia del agua o a gran altitud sobre el nivel del mar; fósiles de seres extintos; icnitas, es decir, huellas de pisadas sobre barro fresco; ondulitas (ripple-marks); estratos de rocas sedimentarias que denotan o bien un proceso lento incompatible con la creencia en una Creación reciente, o bien un proceso catastrófico muy rápido y la existencia de conglomerados (ver roca detrítica) con cantos rodados similares a los de origen fluvial. Esta hipótesis postularía que este origen del mito sería reforzada por la supuesta universalidad del mito del diluvio, común a muchas civilizaciones no relacionadas con la judeomesopotámica.

- Se ha teorizado que el Diluvio pudo ser en realidad un tsunami mediterráneo producido por el estallido del volcán Etna en la ribera oriental de Sicilia. Una investigación publicada en 2006 sugiere que esto ocurrió alrededor del año 6000 a. C. y causó un enorme tsunami que dejó su marca en varios lugares del mar Mediterráneo oriental, por ejemplo, en el asentamiento de Atlit Yam (Israel), hoy día bajo el nivel del mar, que fue abandonado repentinamente alrededor de esa época. [cita requerida]

- Por otro lado, se sugiere que el mito del diluvio universal estaría relacionado con la Teoría de la catástrofe de Toba, por la cual hace 70.000 años la población humana se redujo a unos 10 000 individuos, tras un invierno volcánico de 6 años de duración caracterizado por una bajada de las temperaturas de hasta 15 grados y lluvias generalizadas.[cita requerida] La transmisión oral de esta catástrofe a través del tiempo explicaría por qué el mito del diluvio universal es común a diversas culturas a lo largo del mundo como, por ejemplo, en los indios Innu de Canadá.
- Otra probable explicación de por qué esta leyenda se encuentra en numerosas culturas antiguas es que en el pasado prehistórico el mundo se encontraba cubierto de hielo en gran parte de su superficie, cuando esa glaciación terminó hace 12000 años muchos poblados costeros fueron sumergidos por la subida del nivel del mar, este acontecimiento sería recordado como el diluvio universal.

#### Investigaciones sobre la existencia del Arca
Referente a la existencia del Arca, existe la versión no comprobada de que «en el siglo XX fueron encontradas en la cumbre del monte Ararat pruebas fehacientes de restos de una embarcación aceptadas por la arqueología».[cita requerida] Las presuntas pruebas apoyadas por grupos creacionistas serían las siguientes: en los últimos cincuenta años, tras la aparición de unas polémicas fotografías en las que, según algunos investigadores, se apreciaban en las estribaciones de esta montaña formaciones naturales que ellos creen que podría ser restos de madera que habrían pertenecido a dicha Arca, las cuales no fueron consideradas concluyentes arqueológicamente. En 1950, el alpinista francés Fernand Navarra encontró restos de madera cuyo análisis mediante carbono 14 en distintos laboratorios situó la edad de los trozos de madera entre 650 y 760 DC, con un margen de error de 100 años. Sin embargo, aparte de ser un trozo de madera, no hay ninguna prueba científica que demuestre que haya sido usada en la construcción de un Arca. Del mismo modo, en la parte más elevada del Monte Ararat, en la zona este de Turquía, se postula que existen imágenes que se atribuyen a una gran «anomalía» que podría ser el Arca de Noé, de acuerdo a las investigaciones que Porcher Taylor ha venido realizando con imágenes satelitales desde hace 13 años. Sin embargo, tampoco ha sido corroborado arqueológicamente, y geológicamente se ha señalado que es solo una formación natural. Casi todos los años aparecen nuevas posibles arcas de Noé, sin que ninguna de ellas se hayan demostrado su veracidad

## Relatos de diluvios en otras culturas
Las historias sobre un diluvio bíblico, o su versión de Mesopotamia, no son las únicas historias sobre esta temática. Así, igualmente existen otras historias de diluvios en otras culturas del mundo. En las historias griega e hindú aparece también la ayuda divina y un barco o arca.
Estas historias son las siguientes:

#### China
La Gran Inundación de Gun-Yu, también conocida como el mito Gun-Yu, fue una gran inundación que se prolongó durante al menos dos generaciones, lo cual originó grandes migraciones entre otros desastres, como tormentas y hambrunas. La gente abandonó sus hogares para vivir en la parte alta de las montañas. Según las fuentes mitológicas e históricas, se fecha tradicionalmente en el tercer milenio a. C., durante el reinado del emperador Yao. Se han fechado en el año 1920 a. C. evidencias arqueológicas de un gran diluvio que destruyó el yacimiento de Lajia en las partes altas de la garganta del río Amarillo. La fecha de datación es poco antes de la aparición de la cultura de Erlitou en el valle medio del río Amarillo y de la cultura de Yueshi en Shandong, tras el declive de la cultura de Longshan en la Llanura del Norte de China. Los autores sugieren que esta inundación podría haber sido la base para el mito posterior, y haber contribuido a la transición de culturas. Coinciden además que la temporización es una evidencia más para la identificación de la dinastía Xia con la cultura de Erlitou.

#### Hindú
En las Escrituras védicas de la India encontramos a un rey llamado Svayambhuva Manu, que fue avisado del diluvio por una encarnación de Visnú en forma de un gigantesco pez (Matsya Avatar). Matsya arrastró el barco de Manu y lo salvó de la destrucción. El diluvio hindú fue mucho más devastador, ya que el agua no provenía de las nubes de este planeta, sino que se trataba de una creciente del océano que se encuentra en el fondo del universo.

#### Griega
La mitología griega relata hasta tres diluvios, el de Deucalión, el de Dárdano y el de Ogiges, si es que no fueron el mismo en diferentes versiones. El diluvio de Deucalión es el más célebre sin duda. El único motivo que citan las fuentes clásicas para explicar la causa de la cólera de Zeus se debe a la impiedad que cometieron los hijos de Licaón. Deucalión y su esposa Pirra no fueron los únicos supervivientes. Prometeo le dijo a su hijo Deucalión que construyese una embarcación, en la cual dispusieron todo lo necesario, y así sobrevivieron. El mito menciona que el diluvio fue ocasionado por el viento Austro (del sur): «solo se dio salida al Austro, el cual se precipitó a la Tierra cargado de lluvia» .
Al terminar el diluvio, y una vez que se secó la tierra y las aguas retrocedieron al mar, el arca de Deucalión se posó sobre el monte Parnaso, en donde estaba el oráculo de Temis (Apolo aún no había nacido). Deucalión y Pirra entraron en el templo para que el oráculo les dijera qué debían hacer para volver a poblar la Tierra, y la diosa solo les dijo: «Volveos hacia atrás y arrojad los huesos de vuestra madre.» Deucalión y su mujer adivinaron que el oráculo se refería a las rocas. De esa forma, las piedras arrojadas por Deucalión se convirtieron en hombres, y las arrojadas por Pirra en mujeres. 

#### Islámica
El Corán también menciona un diluvio como una lluvia torrencial (Corán 54.11) enviada al pueblo de Nuh (Noé) como castigo. La razón fue que el pueblo de Nuh practicaba el politeísmo dando culto a varios dioses como Wadd, Suwaa, Yagut, Yauq y Nasr (71.23). El propio Noé le pide a Alláh que no deje con vida a ningún infiel (71.26). Al arca se la menciona como embarcación o nave. Alláh abre las puertas del cielo y hace manar fuentes en la tierra (54.11), una escena muy semejante a la del Génesis 7.11, aunque uno de los detalles que diferencia a ambos relatos es que mientras el Génesis cuenta que la mujer de Noé entró con él en el arca y se salvó, en el Corán se dice que no se salvó pues traicionó a Nuh (a quien Alláh consideraba siervo justo) y que por eso Alláh la consideró ejemplo para los infieles (66.10). Alláh da la orden de inicio de la inundación y le dice a Noé que meta a su familia en la nave salvo a aquel cuya suerte ya ha sido echada (11.40). También uno de los hijos de Noé se resiste a subir a la nave argumentando que podrá refugiarse en una montaña, pero termina ahogándose (11.43). Cuando la tierra tragó el agua y el cielo escampó, la embarcación se posó en el Chudi (11.44), lo que en Génesis se llama «los montes de Ararat» (Gén 8:4). Entonces Alláh suscitó otra generación (23.31).

#### América

##### Chibcha o muisca
La tradición muisca cuenta que el alma de los hombres se vio invadida por la codicia, la ambición, el egoísmo, el hambre y la sed de poder para doblegar a sus semejantes y así concentrar en pocas manos todas las riquezas.
La lucha despiadada entre unos y otros comenzó a crecer con los días y los meses, a tal punto que se fue generando un clima de violencia entre hermanos, con lo cual las sabias prédicas de Bochica se fueron olvidando.
Entonces Chibchacún, dios del bien y el mal, tiñó inicialmente los cielos con nubarrones negros. Luego hizo retumbar relámpagos y truenos que llenaban de susto a los habitantes de la comarca.
Cuando los indígenas se vieron cautivos de la tormenta, decidieron no salir de sus chozas.
Entonces, una llovizna monótona como letanías de agua, empezó a enceguecer el horizonte. Esta llovizna se transformó en lluvia franca que desembocó en un torrente interminable de aguas borrascosas que amenazó con inundar la Sabana.
A los pocos días se había precipitado un violento aguacero, acompañado de rayos y truenos incesantes. La furia de Chibchacún se sentía por los cuatro puntos cardinales. Hacía mucho tiempo que Bochica había desaparecido del panorama.
Los ríos y las lagunas del altiplano comenzaron a desbordarse y el volumen del agua a ascender amenazadoramente.
En pocas semanas el diluvio había arrastrado viviendas, árboles, cultivos y animales. La fuerza del agua los empujaba hasta los cerros orientales.
Los hombres y las mujeres alcanzaron a huir con sus hijos cargados y algunas pertenencias hasta las cimas de algunos montes, mientras imploraban a los cielos el perdón por sus desmanes y debilidades.
Millares de criaturas temblorosas, tomadas de las manos, asustadas y arrepentidas, contemplaban desde las cumbres de las montañas que rodeaban la Sabana el enorme lago que minuto a minuto crecía bajo el cielo ennegrecido por la tormenta.
En coro unánime, rogaban a los dioses que cesara la borrasca. De un momento a otro vislumbraron un rayo de luz en el horizonte. La figura inconfundible de Bochica, con su túnica, cabellera y barbas blancas, apareció sosteniendo en su mano 
derecha una vara que blandía hacia el cielo.
Al instante la lluvia cesó, los truenos se acallaron, el cielo se despejó y se fue tornando azul.
Bochica se dirigió hacia una inmensa roca junto a la cima del cerro y mientras balbuceaba algunas palabras, tocaba las enormes piedras con su cayado, en medio del silencio abrumador de la comunidad.
La colosal roca, al contacto con la vara de Bochica, se fue abriendo por la mitad hasta formar un estrépito ensordecedor. Enseguida, fueron cayendo al lado opuesto del lago millares de piedras hasta formar un gigantesco orificio que conducía a un abismo. Las aguas de inmediato se precipitaron hacia el infinito como si fueran un potro de aguas negras salpicadas de rugidos y espumas.
La Sabana volvió a ser la de antes, ahora más verde y más fresca. Por el oriente renació el sol vigoroso y dorado y las gentes comenzaron a gritar y a saltar, dando muestras de alegría y gratitud.
Bochica les hizo una señal con el cayado, indicándoles la mediación entre los terrestres y los dioses y como prueba de ello apareció en el horizonte el arco iris.
Por el abismo salvador brotó lo que hoy conocemos como el Salto de Tequendama. Los muiscas volvieron a sus labores y a sus actividades normales, despojados de maldades y codicias, preparados en su interior para enfrentar más adelante otras tormentas invasoras.

##### Mapuche
En las tradiciones del pueblo amerindio mapuche, igualmente existe una leyenda sobre la inundación del hogar de este pueblo o del planeta al luchar entre sí dos serpientes, llamadas Tren tren vilu y Caicai Vilu.
El relato mapuche señala cierta analogía con el diluvio bíblico. Encarnan la leyenda dos serpientes, la llamada Tren tren vilu, protectora de los hombres, y Caicai vilu, enemiga del género humano.
Un día fueron advertidos por la culebra amiga Tren tren vilu que la culebra enemiga les preparaba un exterminio mediante una terrible salida del mar y les instó a refugiarse en el cerro sagrado que ella habitaba, donde solo unos pocos concurrieron. Producida la inundación, a medida que las aguas subían Tren tren vilu elevaba el cerro hasta acercarse al sol. Los refugiados se salvaron y los que fueron alcanzados por las aguas quedaron convertidos en peces, cetáceos y rocas. Así fue cómo se salvó la humanidad al bajar estos pocos hombres desde el cerro en el que se habían refugiado.

##### Maya
Para los k’iche’s, por ejemplo, la inundación fue producida por Uk’u’x Kaj («Corazón del Cielo») o Jurakan, Madre y Padre de los dioses, a fin de destruir a la raza de hombres de madera (Recinos 1984: 94-98; Christenson,
2003: 85-90). Fray Bartolomé de las Casas (1967, II:507) refiere también que entre los q’ekchi’s de Verapaz «había noticia de un diluvio y del fin del mundo, y llámanle Butic, que significa diluvio de muchas aguas y quiere decir juicio, y así creen que está por venir otro Butic, que es otro diluvio y juicio, no de agua, sino de fuego, el cual dicen que ha de ser el fin del mundo, en el cual han de reñir todas las criaturas».
Semejante al anterior es un pasaje contenido en la Relación de la ciudad de Mérida (De la Garza, 1983, I: 72), mismo que confirma la creencia en diluvios sucesivos de agua y fuego, como también en un caimán que simbolizaba la inundación y la tierra.
En la obra «Historia de la América Central» de Enrique Gómez Carrillo, de 1906,  donde el autor recopila documentos de la conquista y la colonia, principalmente del fray Francisco Ximénez, se describe cómo, a la llegada de los primeros misioneros cristianos, encontraron paralelos en los temas de la torre de Babel, las tribus perdidas, la caída de Lucifer, los viajes de evangelización de los apóstoles y, por supuesto, el diluvio universal. En un fragmento se describe de cómo el cacique de Nicaragua, sosteniendo un diálogo con Gil Gonzáles de Ávila, preguntó si ellos en sus historias, también tenían noticia del diluvio que había destruido el mundo antiguo.

##### Nahua o Azteca (área central mesoamericana)
En el manuscrito indígena denominado Códice Borgia (Códice Vaticano), se recoge la historia del mundo dividido en edades, de las cuales la última terminó con un gran diluvio a manos de la diosa Chalchitlicue. El cronista novohispano Fernando de Alva Ixtlilxóchitl recoge tradiciones indígenas cuando relata:

La primera [de las cuatro edades] que fue desde su origen, llamada por ellos Atonatiuh, que significa sol de agua; que con sentido alegórico significan con este vocablo, aquella primera edad del mundo haber sido acabada con el Diluvio é inundación de las aguas, con que se ahogaron todos los hombres y perecieron todas las cosas creadas.
Alva Ixtlilxóchitl 1977, II, p. 7.

Sin embargo, como señala el historiador Carlos Santamarina Novillo, la traducción de dichas concepciones indígenas como diluvio conlleva una cierta distorsión pues, como puede verse en los mitos recopilados por fray Bernardino de Sahagún, en la tradición mesoamericana: 

la inundación se entiende más por desborde de las aguas que por lluvias persistentes, mientras que para la cultura hispano-cristiana, el término diluvio se entiende indefectiblemente como agua de lluvia que viene del cielo.
Santamarina 2018, p. 193

##### Inca
Según la mitología inca, en su primer intento de crear a la humanidad, Viracocha creó a seres gigantes que no lo reconocieron como su creador y, por ende, se rebelaron contra él. Como castigo, Wiracocha destruyó a los gigantes con una gran inundación, y dos personas repoblaron la Tierra: Manco Cápac y Mama Ocllo. Únicamente sobrevivieron en cuevas selladas.
Según el Manuscrito de Huarochirí, una llama le advirtió a su pastor que llevase comida para cinco días en la montaña Huillcacoto, pues en esos días el océano cubriría todo el mundo. En su arribo, un sinfín de animales de todo tipo colmaban la montaña. La llama y su pastor estuvieron presentes, escapando así de la inundación. Las aguas cubrieron todo a excepción de la montaña Huillcacoto. El zorro, a raíz de la falta de espacio, se resbaló y mojó su cola en el agua. Esto explica la razón de su característico color en la punta de su cola. Tras cinco días, el agua cedió. Luego del evento, el único pastor sobreviviente se multiplicó y repobló el mundo.

##### Uros
En el lago Titicaca, donde habita un grupo de indígenas conocidos por el nombre de uros o urus, existe una leyenda local que dice que, después del diluvio universal, fue en el lago Titicaca donde se vieron los primeros rayos del Sol.

##### Kawésqar
Para los Kawesqar o Alacalufes, de Tierra del Fuego, una gran inundación tuvo lugar en el mundo cuando un joven cazó, para regalarle una buena comida a su novia, a una nutria (o coipo, según otra versión) que por tabú no podía ser cazada. Ésta era una criatura protegida por el espíritu de las aguas, quien, dolido por esta afrenta, hizo subir el mar para vengarse de toda la humanidad. Al final del relato, el joven y su novia se salvan al subir a elevados cerros. Luego son ellos los encargados de repoblar la tierra.

##### Taíno
Según una tradición de los taínos del Caribe, Yukiyu o Yukahua, «dios», creó una gran inundación. Se dice que se salvaron gracias a que se albergaron en el bosque fluvial del Yunque.

##### Guaraní
La Mitología guaraní de los nativos de América del Sur sostiene que durante el tiempo conocido como «Yvy tenonde» (primera tierra), los hombres y los dioses convivían libremente en ésta en abundancia y no existían enfermedades o penurias...
Hasta que un hombre llamado Jeupié transgredió el tabú máximo: el incesto, al copular con la hermana de su padre. Este hecho fue castigado ejemplarmente con un diluvio (Mba'e-megua guasu) que destruyó aquella tierra primera y produjo la partida de los dioses hacia su morada celestial.
Ñamandú, dios principal de los guaraníes, decide crear entonces una segunda tierra, aunque imperfecta. Solicita entonces la ayuda de Jakairá quien esparce una bruma vivificante sobre la nueva tierra. Los sobrevivientes del diluvio pasan a habitar esta tierra donde ahora existen la enfermedad, los sufrimientos y la muerte.
Desde entonces los hombres habitantes de la «nueva tierra» conocida como «Yvy Pyahu» están condenados a la eterna búsqueda de aquella primera tierra perdida que llaman: «Yvymara'neỹ» (Tierra sin mal).

##### Rapanui
La tradición del pueblo rapanui de la Isla de Pascua dice que sus ancestros llegaron a la isla escapando de la inundación de un mítico continente o isla llamada Hiva.

#### Quitu
En los señoríos étnicos de Ecuador es común el mito de un diluvio universal causado por una serpiente llamada Pini. Esta criatura mitológica se repite en las culturas chachi, tsáchila, quitu, chono, puruhá, y con otros nombres en la cultura cañari y shuar. Es una de las historias más importantes en la mitología de Ecuador. Se creía que Pini, era un pez serpiente que causaba un pillumaanu shutimbu o diluvio universal. En lenguas barbacoanas esta palabra significa pilu o poza de agua, maanu hinchazón o inundación y la última palabra shutimbu significa un hecho imprevisto. 

#### África

##### Moussaye
En la nación africana de Chad, la tribu moussaye en su mitología cuenta la historia de que una vez una familia vivía en un lugar remoto, y que cierto día, la madre quiso preparar una comida opípara para su familia; así que tomó el mortero con su majador para moler el grano y hacerlo harina. (En aquel tiempo el cielo estaba mucho más cerca que ahora. En efecto, si se alargaba la mano, podía tocarse.) Majó el grano con todas sus fuerzas; sí, machacó el mijo y lo hizo pronto harina. Pero al moler, la mujer se descuidó y alzó el majador tan alto que hizo un agujero en el cielo. En el acto empezó a caer a la tierra mucha agua. No era una lluvia normal. Llovió durante siete días y siete noches hasta que toda la tierra quedó anegada. Conforme caía la lluvia, el cielo se iba levantando, hasta que llegó a la altura inalcanzable que ahora tiene. Desde entonces perdimos el privilegio de tocar el cielo con la mano.[cita requerida]